# Attila Molnár (Leichtathlet)
Attila Molnár (* 17. Januar 2002 in Budapest) ist ein ungarischer Leichtathlet, der sich auf den 400-Meter-Lauf spezialisiert hat. 2025 siegte er bei den Halleneuropameisterschaften in Apeldoorn.

## Sportliche Laufbahn
Attila Molnár bestritt im Jahr 2015 erste Wettkämpfe auf nationaler Ebene. Damals noch als Weitspringer. Bereits ein Jahr später fokussierte er sich auf die Sprintstrecken zwischen 60 Metern in der Halle und bis zu 800 Meter im Freien. 2017 gewann er die Silbermedaille im 300-Meter-Lauf bei den ungarischen U16-Meisterschaften. 2018 stieg er in die nächste Altersklasse auf. Zunächst wurde er ungarischer U18-Hallenmeister im 400-Meter-Lauf. Später siegte er auch im Freien über 400 Meter. Anfang Juli fanden in seiner Heimat die U18-Europameisterschaften statt. Im Vorlauf über 400 Meter verpasste er als Fünfter seines Laufes den Einzug in das Halbfinale. Zum Abschluss der Europameisterschaften trat er auch im Staffellauf an. Zusammen mit seinen Teamkollegen, erreichte er das Finale, indem man den siebten Platz belegte. 2019 wurde Molnár ungarischer Vizehallenmeister im 400-Meter-Lauf und gewann bei den Meisterschaften im Freien zudem die Bronzemedaille. Ende Juli trat er beim Europäischen Olympischen Jugendfestival in Baku an und konnte ebenfalls über 400 Meter Bronze gewinnen. Im Vorlauf steigerte er seine Bestzeit auf 48,01 s. Mit der Staffel belegte er zudem den fünften Platz. 2021 konnte Molnár seinen ersten nationalen Titelgewinn bei den Erwachsenen feiern. Dabei verbesserte er seine Bestzeit auf 47,08 s. Im Juli trat er bei den U20-Europameisterschaften in Tallinn an. Zunächst zog er über 400 Meter in das Halbfinale ein, scheiterte darin allerdings anschließend als Vierter seines Laufes. Mit der 4-mal-400-Meter-Staffel belegte er den siebten Platz im Finale.
2022 steigerte Molnár seine 400-Meter-Bestzeit bis auf 46,67 s. Im August nahm er als Teil der ungarischen 4-mal-400-Meter-Staffel an den Europameisterschaften in München teil. Die Staffel trat im zweiten Vorlauf an, verpasste als Sechstplatzierte allerdings den Finaleinzug deutlich. 2023 bestritt Molnár Ende Mai auf Zypern seinen ersten Wettkampf der Freiluftsaison. Dabei lief er in 44,98 s einen neuen Nationalrekord Ungarns, wobei er seine vorherige Bestzeit um fast 1,7 s steigerte. Der alte Rekord von Marcell Deák Nagy hatte zuvor seit 2011 bei 45,42 s gelegen. Mit dem Unterbieten der 45-Sekunden-Marke erfüllte Molnár auch gleichzeitig die Qualifikationsnorm für die Weltmeisterschaften im August in seinem Heimatland. Mitte Juli trat er im finnischen Espoo bei den U23-Europameisterschaften an. Dort gewann er jeweils seinen Vorlauf und sein Halbfinale und gewann im Finale schließlich die Bronzemedaille. Einen Monat später trat er in Budapest zum ersten Mal bei den Weltmeisterschaften an. Er war Teil der ungarischen 4-mal-400-Meter-Mixed-Staffel. Im Vorlauf liefen die vier Athleten in 3:14,08 min Nationalrekord, verpassten als Fünftes ihres Vorlaufes allerdings den Einzug in das Finale. Ein paar Tage später trat er im Vorlauf über 400 Meter an und erreichte mit persönlicher Bestzeit von 44,84 s das Halbfinale. Darin schied er als Sechster seines Laufes aus. Zum Abschluss der Weltmeisterschaften trat er mit der 4-mal-400-Meter-Männerstaffel in seinem dritten Wettkampf an. Das Quartett belegte in seinem Lauf den neunten Platz und blieb damit chancenlos auf den Finaleinzug.
2024 trat Molnár im Frühjahr in Glasgow zum ersten Mal bei Leichtathletik-Hallenweltmeisterschaften an und konnte direkt bis ins Finale einziehen. Darin belegte er anschließend den fünften Platz. Im Juni trat er bei den Europameisterschaften in Rom an, wobei er als Dritter seines Laufes den Einzug in das Finale knapp verpasste. Mit der ungarischen 4-mal-400-Meter-Staffel gelang ihm daraufhin der Einzug in das Finale, wobei das Quartett darin den achten und letzten Platz belegte. Kurz darauf trat er dann auch bei den Olympischen Sommerspielen in Paris an. Dort belegte er den sechsten Platz in seinem Vorlauf. Mit Platz 3 im Hoffnungslauf, verpasste er es sich bei seinem Olympia-Debüt für das Halbfinale zu qualifizieren. Während der Hallensaison 2025 stellte Molnár neue Bestzeiten über 200 und über 400 Meter auf. Bei den Halleneuropameisterschaften Anfang März in Apeldoorn konnte er sich über 400 Meter in 45,25 s im Finale gegen die Konkurrenz durchsetzen. Kurz darauf erreichte er auch bei den Hallenweltmeisterschaften in Nanjing im Einzel über 400 Meter das Finale, wobei er als Vierter knapp eine Medaille verpasste. Anschließend konnte er mit der ungarischen 4-mal-400-Meter-Staffel die Bronzemedaille gewinnen.
2021, 2022 und 2024 wurde Molnár ungarischer Meister im 400-Meter-Lauf, 2024 auch im 200-Meter-Sprint. 2022 bis 2025 siegte er zudem durchgehend bei den Hallenmeisterschaften seines Landes.

## Wichtige Wettbewerbe
| Jahr               | Veranstaltung               | Ort                | Platz              | Disziplin          | Zeit               |
| Startet für Ungarn | Startet für Ungarn          | Startet für Ungarn | Startet für Ungarn | Startet für Ungarn | Startet für Ungarn |
| ------------------ | --------------------------- | ------------------ | ------------------ | ------------------ | ------------------ |
| 2018               | U18-Europameisterschaften   | Győr               | 5. (1. Vorlauf)    | 400 m              | 48,96 s            |
| 2018               | U18-Europameisterschaften   | Győr               | 7.                 | Sprint-Staffel     | 1:56,08 min        |
| 2021               | U20-Europameisterschaften   | Tallinn            | 4. (2. Halbfinale) | 400 m              | 47,28 s            |
| 2021               | U20-Europameisterschaften   | Tallinn            | 7.                 | 4 × 400 m          | 3:10,49 min        |
| 2022               | Europameisterschaften       | München            | 13.                | 4 × 400 m          | 3:04,71 min        |
| 2023               | U23-Europameisterschaften   | Espoo              | 400 m              | 3.                 | 45,36 s            |
| 2023               | Weltmeisterschaften         | Budapest           | 10.                | 4 × 400 m Mixed    | 3:14,08 min        |
| 2023               | Weltmeisterschaften         | Budapest           | 12.                | 400 m              | 45,02 s            |
| 2023               | Weltmeisterschaften         | Budapest           | 16.                | 4 × 400 m          | 3:02,65 min        |
| 2024               | Hallenweltmeisterschaften   | Glasgow            | 5.                 | 400 m              | 46,11 s            |
| 2024               | Europameisterschaften       | Rom                | 6.                 | 400 m              | 45,07 s            |
| 2024               | Europameisterschaften       | Rom                | 8.                 | 4 × 400 m          | 3:02,10 min        |
| 2024               | Olympische Sommerspiele     | Paris              | 24.                | 400 m              | 45,24 s            |
| 2025               | Halleneuropameisterschaften | Apeldoorn          | 1.                 | 400 m              | 45,25 s            |
| 2025               | Hallenweltmeisterschaften   | Nanjing            | 4.                 | 400 m              | 45,77 s            |
| 2025               | Hallenweltmeisterschaften   | Nanjing            | 3.                 | 4 × 400 m          | 3:06,03 min        |

## Persönliche Bestleistungen
Freiluft
- 200 m: 21,03 s, 20. Mai 2023, Budapest
- 400 m: 44,84 s, 20. August 2023, Budapest, (ungarischer Rekord)

Halle
- 200 m: 21,08 s, 23. Februar 2025, Nyíregyháza
- 400 m: 45,08 s, 4. Februar 2025, Ostrava, (ungarischer Rekord)